# Roman Kresta
Roman Kresta (Zlín, 24 aprile 1976) è un pilota di rally ceco.

## Carriera

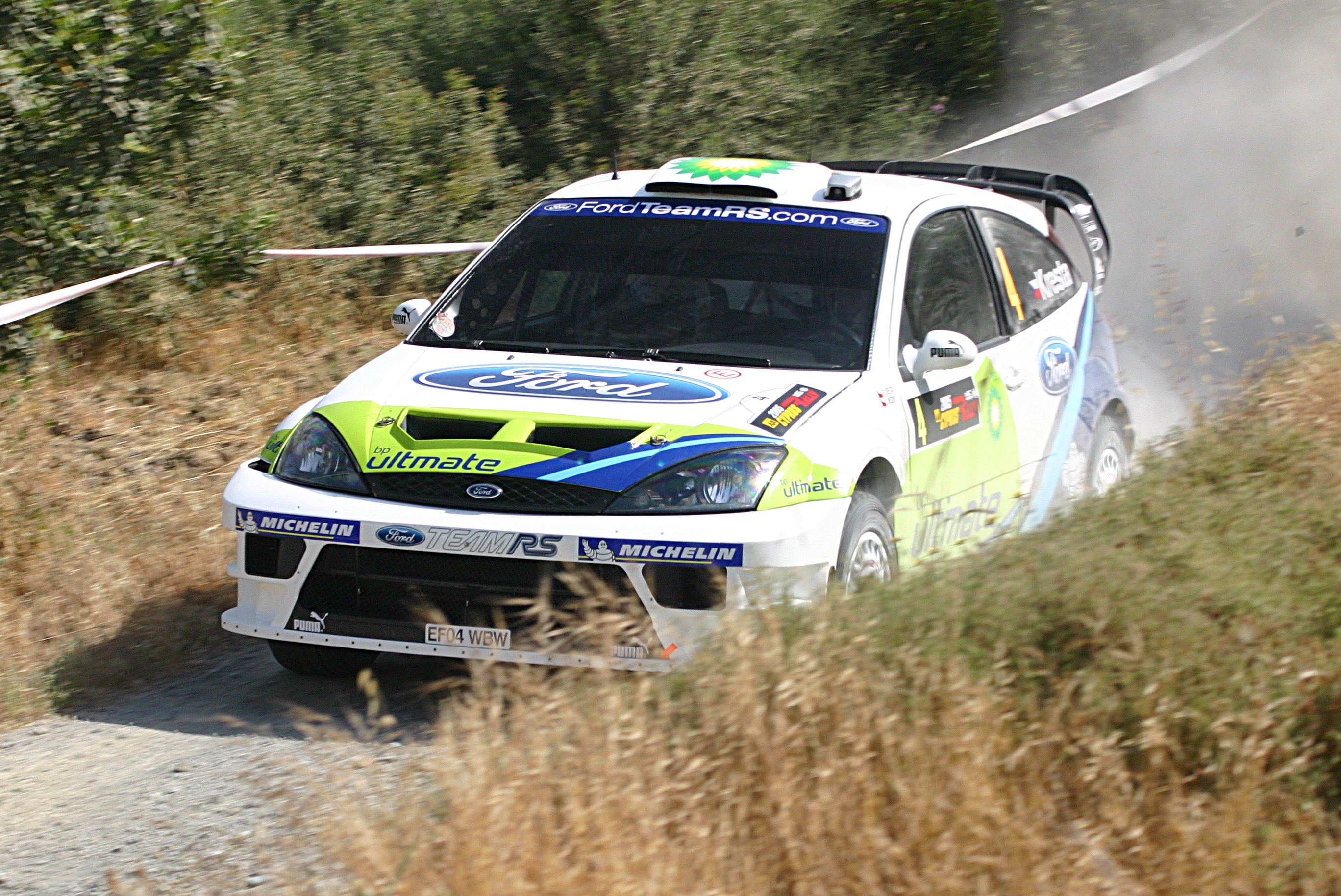
Kresta nel 2005 a Cipro.

Vincitore del campionato ceco rally nel 2000 e nel 2001, ha debuttato nel mondiale nel 2001 a bordo di una Ford Focus RS WRC e si è successivamente alternato alla guida di Škoda, Peugeot e Hyundai, ottenendo il primo punto iridato nel 2003.
Nel 2005 è passato a correre per il team ufficiale Ford insieme a Toni Gardemeister. Ha terminato in zona punti 11 dei 16 rally stagionali, collocandosi all'ottavo posto in classifica con 29 punti, la metà del compagno Gardemeister. Al termine della stagione è stato sostituito da Mikko Hirvonen e nel 2006 ha collaborato ancora con il team Ford nel ruolo di collaudatore.
Negli anni successivi ha marcato alcune sporadiche apparizioni nell'Intercontinental Rally Challenge, campionato nel quale ha esordito nel 2007. In ambito nazionale invece si è laureato campione ceco nel 2008 a bordo di una Mitsubishi Lancer Evo IX, nel 2009 con una Peugeot 207 S2000 e nel 2011 con una Škoda Fabia S2000. Ha inoltre vinto il campionato nazionale sprintrally nel 2010.
Sempre nella stagione 2010 è apparso di nuovo sulla scena mondiale a bordo di una Mitsubishi Lancer Evo IX Gruppo N4 nelle tappe nordiche in Svezia e Finlandia.

## Risultati nel WRC
| 2001 | Scuderia                    | Vettura                             |  |  |  |  |  |  |     |     |  |  |     |  |  |     |  |  | Punti | Pos. |
| ---- | --------------------------- | ----------------------------------- |  |  |  |  |  |  | --- | --- |  |  | --- |  |  | --- |  |  | ----- | ---- |
| 2001 | Jolly Club Škoda Motorsport | Ford Focus RS WRC Škoda Octavia WRC |  |  |  |  |  |  | Rit | Rit |  |  | Rit |  |  | Rit |  |  | 0     |      |

| 2002 | Scuderia         | Vettura           |     |  |    |  |     |  |  |   |  |  |    |  |  |    |  |  | Punti | Pos. |
| ---- | ---------------- | ----------------- | --- |  | -- |  | --- |  |  | - |  |  | -- |  |  | -- |  |  | ----- | ---- |
| 2002 | Škoda Motorsport | Škoda Octavia WRC | Rit |  | 14 |  | Rit |  |  | 7 |  |  | 12 |  |  | 15 |  |  | 0     |      |

| 2003 | Scuderia      | Vettura         |    |    |  |  |  |     |  |     |  |  |    |  |    |   |  |  | Punti | Pos. |
| ---- | ------------- | --------------- | -- | -- |  |  |  | --- |  | --- |  |  | -- |  | -- | - |  |  | ----- | ---- |
| 2003 | Bozian Racing | Peugeot 206 WRC | 10 | 14 |  |  |  | Rit |  | Rit |  |  | 11 |  | 13 | 8 |  |  | 1     | 24º  |

| 2004 | Scuderia         | Vettura                                              |     |  |  |  |  |     |  |  |  |     |  |  |  |  |  |  | Punti | Pos. |
| ---- | ---------------- | ---------------------------------------------------- | --- |  |  |  |  | --- |  |  |  | --- |  |  |  |  |  |  | ----- | ---- |
| 2004 | Škoda Motorsport | Hyundai Accent WRC Ford Focus RS WRC Škoda Fabia WRC | Rit |  |  |  |  | Rit |  |  |  | Rit |  |  |  |  |  |  | 0     |      |

| 2005 | Scuderia    | Vettura           |   |   |     |    |   |   |   |     |    |    |   |   |   |   |   |   | Punti | Pos. |
| ---- | ----------- | ----------------- | - | - | --- | -- | - | - | - | --- | -- | -- | - | - | - | - | - | - | ----- | ---- |
| 2005 | BP Ford WRT | Ford Focus RS WRC | 8 | 8 | Rit | NP | 6 | 6 | 7 | Rit | 11 | 23 | 6 | 6 | 7 | 5 | 5 | 6 | 29    | 8º   |

| 2010 | Scuderia | Vettura               |     |  |  |  |  |  |  |    |  |  |  |  |  |  |  |  | Punti | Pos. |
| ---- | -------- | --------------------- | --- |  |  |  |  |  |  | -- |  |  |  |  |  |  |  |  | ----- | ---- |
| 2010 |          | Mitsubishi Lancer Evo | Rit |  |  |  |  |  |  | 23 |  |  |  |  |  |  |  |  | 0     |      |

| Legenda | 1º posto | 2º posto | 3º posto | A punti | Senza punti | Ritirato | Squalificato | NP=Non partito C=Gara cancellata | Apice=Power stage |